# Erika Dannhoff
Erika Margot Dannhoff (Berlino, 2 dicembre 1909 – 18 giugno 1996) è stata un'attrice tedesca.

## Biografia
Dopo essersi diplomata in un liceo femminile, nel 1928 fu iniziata da Olga Limburg al mestiere di attrice e lavorò già dal 1929 in diversi film. Frequentò in seguito la scuola di recitazione di Ilka Grüning.
Erika Dannhoff recitò al Kleinen Theater Unter den Linden, esibendosi come cabarettista, e lavorò inoltre al programma radiofonico Das Käthchen von Heilbronn, nel 1932. Dal 1934 al 1939 fu scritturata dal teatro Volksbühne di Berlino, e in seguito lavorò anche al Deutsches Theater sotto la direzione di Heinz Hilpert. Ottenne il ruolo da protagonista in Die heilige Johanna di George Bernard Shaws, interpretò Desdemona in Otello, Elisabeth in Don Carlos e Katharina ne La bisbetica domata. 1939 si spostò al Staatstheater di Monaco di Baviera, e dal 1942 fino al 1948 lavorò a Dresda al Theater des Volkes e al Staatstheater. Qui Erika Dannhoff interpretò diversi ruoli secondari in alcuni film, mentre nell'adattamento della favola Cenerentola (1931) ottenne il ruolo da protagonista.
Dal 1948 si esibì a Halle, Norimberga e Francoforte. Dalla fine degli anni 50 la sua carriera teatrale continuò solamente a Berlino, in particolare al Tribüne. Dal 1951 recitò in alcuni film. Nel 1973 ottenne il ruolo fisso della governante Marianne nella serie televisiva Der kleine Doktor. Nel 1987 interpretò la madre di Jedermann alla prima edizione del Berliner Jedermann-Festspielen. Dal 1966 insegnò come docente alla Max-Reinhardt-Schule für Schauspiel. In seguito ad un precedente matrimonio, Erika Dannhoff si sposò con il suo collega Erik Schumann.

## Filmografia

### Cinema
- Der Mann mit dem Laubfrosch, regia di Gerhard Lamprecht (1929)
- Adieu, Mascotte, regia di Wilhelm Thiele (1929)
- L'incantesimo di circe (Heilige oder Dirne), regia di Martin Berger (1929)
- Se un giorno tu vorrai (Wenn du einmal dein Herz verschenkst), regia di Johannes Guter (1929)
- Namensheirat, regia di Heinz Paul (1930)
- Schatten der Manege, regia di Heinz Paul (1931)
- Montagne in fiamme (Berge in Flammen), regia di Karl Hartl e Luis Trenker (1931)
- Tannenberg, regia di Heinz Paul (1932)
- An heiligen Wassern, regia di Erich Waschneck (1932)
- Il grande agguato (Der Rebell), regia di Curtis Bernhardt, Edwin H. Knopf e Luis Trenker (1932)
- Streichquartett, regia di Richard Löwenbein (1933) - corto
- The Rebel, regia di Edwin H. Knopf e Luis Trenker (1933)
- Dr. Bluff, regia di Phil Jutzi (1934) - corto
- Zimmermädchen... Dreimal klingeln, regia di Edmund Heuberger (1934)
- Ich versichere Sie, regia di Phil Jutzi (1934) - corto
- Carlos schönstes Abenteuer, regia di Phil Jutzi (1934) - corto
- Der Dämon des Himalaya, regia di Andrew Marton (1935)
- Sogno d'arte (Liebesträume), regia di Heinz Hille (1935)
- Viktoria, regia di Carl Hoffmann (1935)
- Fiakerlied, regia di E.W. Emo (1936)
- Waldrausch, regia di Paul May (1939)
- Das Beil von Wandsbek, regia di Falk Harnack (1951)
- Via senza ritorno (Weg ohne Umkehr), regia di Victor Vicas (1953)
- Anastasia l'ultima figlia dello zar (Anastasia - Die letzte Zarentochter), regia di Falk Harnack (1956)
- Processo alla giustizia (Im Namen einer Mutter), regia di Erich Engels (1960)
- Barbara - Wild wie das Meer, regia di Frank Wisbar (1961)
- Heinrich, regia di Helma Sanders-Brahms (1977)
- Primel macht ihr Haus verrückt, regia di Monica Teuber (1980)
- Die Berührte, regia di Helma Sanders-Brahms (1981)
- La montagna incantata (Der Zauberberg), regia di Hans W. Geissendörfer (1982)

### Televisione
- Der kleine Doktor – serie TV, 13 episodi (1974)
- Il caso Maurizius (Der Fall Maurizius), regia di Theodor Kotulla – miniserie TV, 3 puntate (1981)

## Teatro
- 1947: Alexander Puschkin: Der steinerne Gast – Regia: Albert Fischel (Staatstheater di Dresda)

## Programmi radiofonici
- 1932: Hermann Kasack: Der Ruf (Lisbeth) – Regia: Edlef Köppen

## Letteratura
- Kay Weniger: Das große Personenlexikon des Films. Zweiter Band C-F, casa editrice Schwarzkopf & Schwarzkopf, Berlino 2001, ISBN 3-89602-340-3, Pag. 281